# ブルックス・ロコモティブ・ワークス
ブルックス・ロコモティブ・ワークス(Brooks Locomotive Works)は、19世紀のアメリカ合衆国ニューヨーク州ダンカークにあった、鉄道車両製造会社である。アメリカン・ロコモティブ（アルコ）への統合を経て、1869年から1934年までの間に多数の蒸気機関車や貨車を製造した。

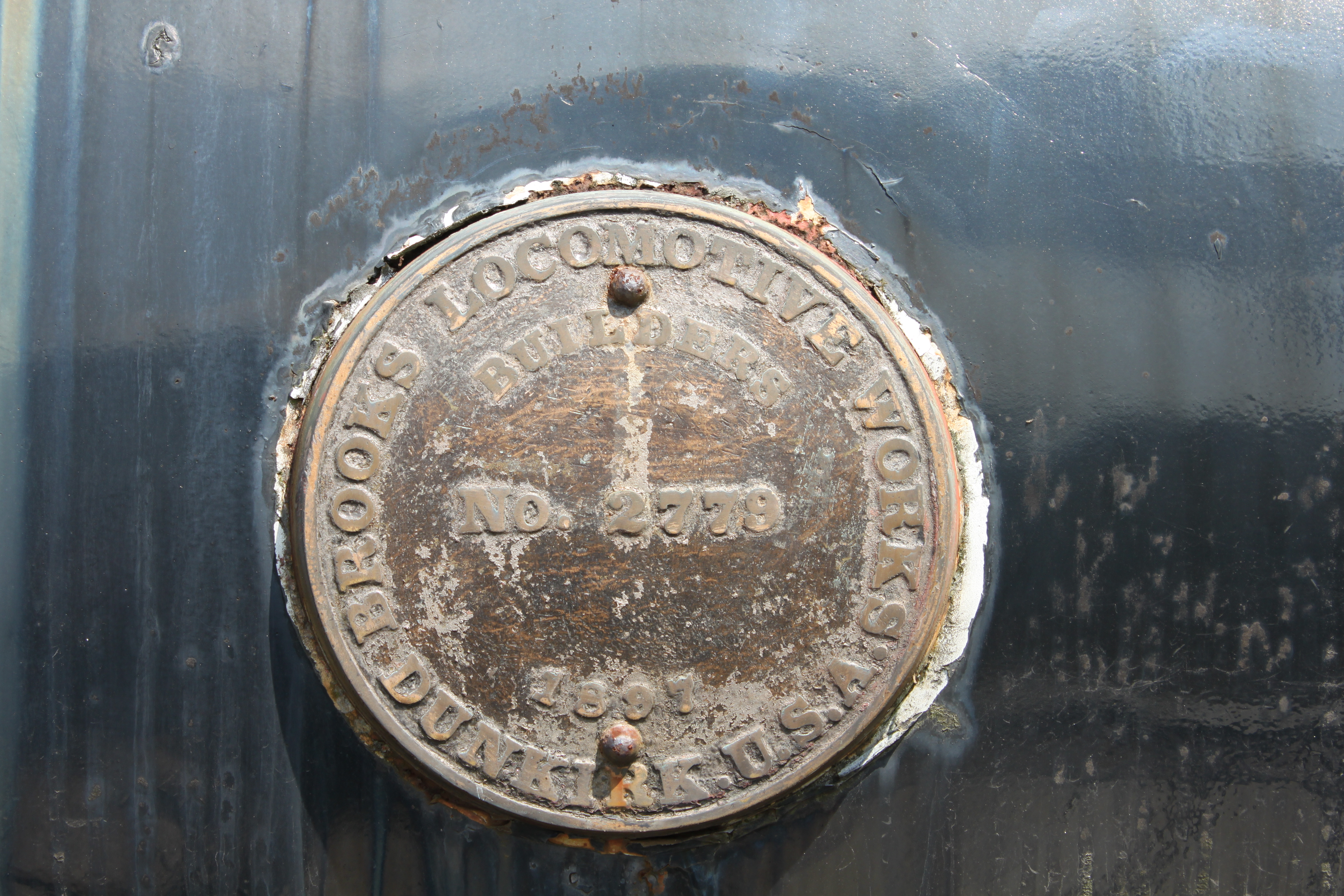
尾西鉄道1号蒸気機関車の製造銘板

## 歴史
ニューヨーク・アンド・エリー鉄道 (NY&E) が1869年にダンカークからバッファローにその工場施設を移転させたとき、ダンカークはその最大の事業所を失うこととなった。その危機を救ったのは、1851年に初めてダンカークに通じる鉄道を建設したNY&Eの主任技師であった、ホレイショ・G・ブルックス(Horatio G. Brooks; 1828 - 1887)である。1869年、ブルックスはダンカーク工場の設備をNY&Eから借り受け、ブルックス・ロコモティブ・ワークスを設立した。この会社は、同年11月11日に正式に操業を開始し、翌月にはNY&Eが発注した製造第1号機関車が落成した。最初の2年間で、ブルックスは1ヶ月に7両ものペースで、1年目には37両、2年目には43両の機関車を製造し、NY&Eを含む当時の主要な鉄道会社のほぼ全てに納入された。
1873年の経営危機の後、新しい機関車の注文は減少したが、ブルックスは業績を回復することができた。数年後、ブルックスの機関車は、シカゴで国が開催した鉄道機械博覧会において、最優秀の評価を得ている。また、1884年2月22日には、1000両目の機関車を完成させた。
1890年代、ブルックスは再び売り上げが減少し、経営危機に陥った。1891年には226両の生産であったものが、1894年には90両にまで減少した。しかし、この経営危機は容易に回復することができなかった。そして同社は、1901年に他の7社の機関車製造会社と合併し、アルコが設立された。
アルコ成立後は、アルコ・ブルックス工場として知られるようになった。アルコはこの工場が、1934年に熱製品部門に改組されるまで、この工場で蒸気機関車を生産した。ブルックス工場では、蒸気機関車の完成品は製造されていなかったが、アルコ製機関車の予備部品の生産は継続して行なわれていた。そして、この工場の主製品は、蒸気機関車からあらゆるサイズの熱交換器や高圧容器、パイプに移っていった。
ブルックス工場の生産高は第二次世界大戦の後、戦前のレベルに戻ることはなく、アルコは1962年にこの工場を閉鎖した。

## 保存車
下記は、ブルックス・ロコモティブ・ワークスが製作した機関車で保存されているものの一覧である。

## 日本との関わり

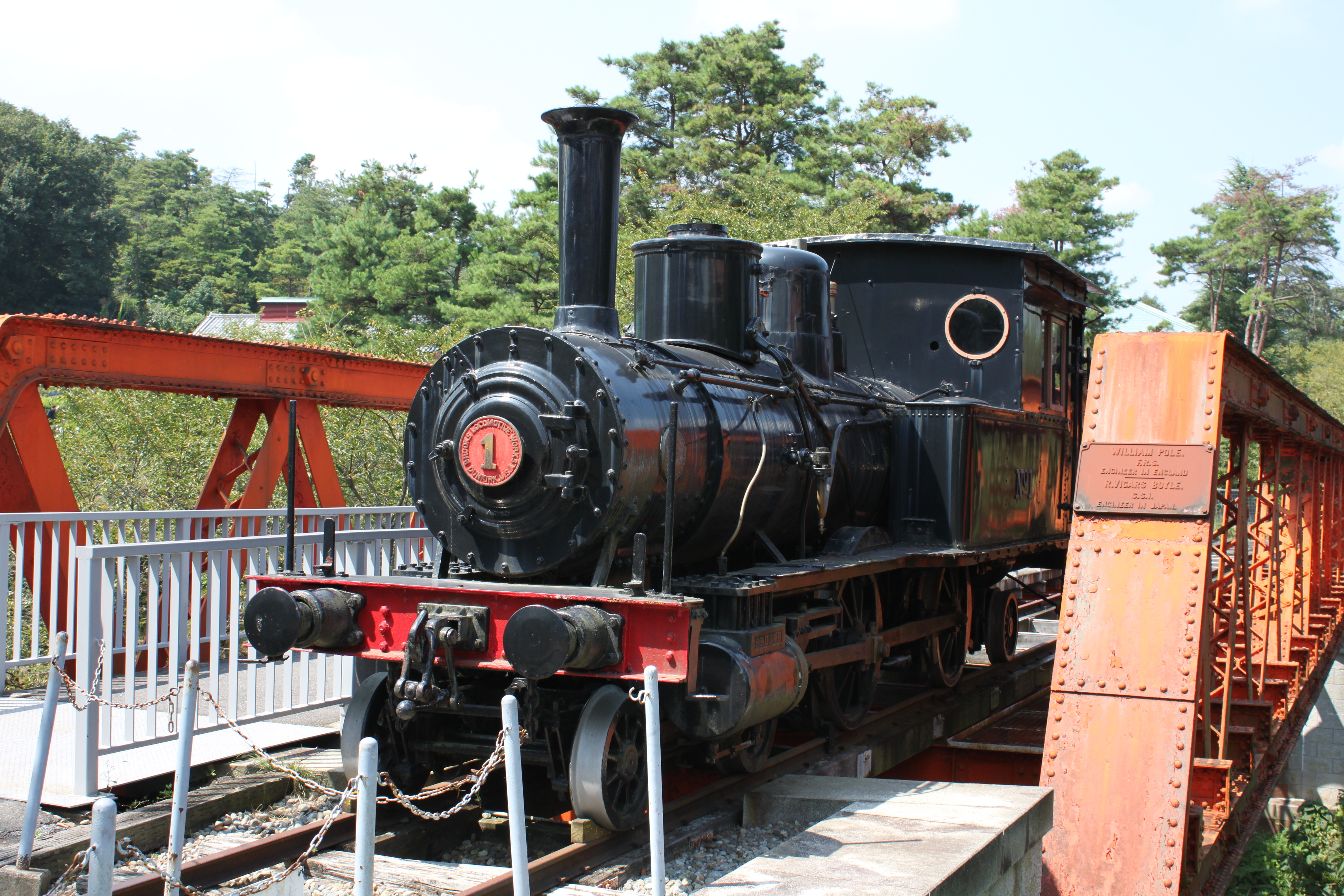
尾西鉄道1号蒸気機関車

ブルックス製の機関車が初めて日本に入ったのは、1896年のことであるが、導入は1900年までの短期間で終わっている。ブルックスの機関車は、曲線をふんだんに用いデザインが特徴である。木製の運転室を持つものはさほどではないが、鉄製の運転室を持つものは大型で深い屋根を持ち、側窓の上部にもアーチ状の曲線があしらわれている。また、溝形鋼をほとんど加工せず、そのまま使用した端梁や、煙室側面から端梁に渡されるブレース（支柱）がないのも、特徴である。
1911年には、アルコ統合後のブルックス工場製8900形24両が導入されているが、ブルックスの特徴は失われており、完全に"アルコの機関車"であった。
生粋のブルックス製の機関車の輸入総数は91両で種類は15種と多く、量産されたのは官設鉄道D11クラス（後の鉄道院5160形）の24両と、九州鉄道の102形（後の鉄道院2820形）の25両の2種しかなく、あとは少両数のお試しまたは見本的なものであった。
1897年に輸入された甲武鉄道のK3形（後の鉄道院3020形）は、産業用として手頃な諸元であったことから、汽車製造や日立製作所によって模倣、国産化され、量産が行われた。このように、大正期の産業用機関車の源流は、ブルックスにあったことになる。